# Фрідріх Тренделенбург
Фрідріх Адольф Тренделенбург Friedrich Adolf Trendelenburg (нім. Friedrich Adolf Trendelenburg; 30 листопада 1802, Ойтін — 24 січня 1872, Берлін) — німецький філософ, послідовник Канта і Аристотеля, філолог і педагог.

## Короткий життєпис
Тренделенбург народився в 1802 році як син пост-комісара Фрідріха Вільгельма Тренделенбурга (Friedrich Wilhelm Trendelenburg) і дочки пастора Сюзанни Катаріни, до шлюбу Шретер (Schroeter). У рідному Ойтині він вчився в гімназії, де ректором був [Іммануїл Кант|кантіанець]] Георг Людвіг Кеніг (Georg Ludwig König), котрому згодом Тренделенбург присвятив свою дисертацію. Вивчав філологію і філософію в університетах Кіля, Лейпціга і Берліна. Його філософськими вчителями в Кілі були Карл Леонард Рейнхольд (Karl Leonhard Reinholdi і, перш за все, Іоганн Еріх фон Бергер (Johann Erich von Berger), чия основна ідеї, що філософію слід розглядати як комплексний обсяг окремих наук і світу органічно, сильно вплинули на Тренделенбурга. У 1826 році захистив докторську дисертацію. Після цього він був якийсь час вихователем у прусського генерал-поштмейстера. У 1833 році він став надзвичайним і в 1837 дійсним професором філософії та освіти в Берлінському університеті. Він також був співробітником прусського міністра культури.
З 1849 по 1851 р. Танделенбург був членом Прусської палати депутатів, а також був почесним доктором права і теології. З 1847 по 1871 р. був секретарем Королівської прусської академії наук і з 1859 року членом Баварської академії наук в Мюнхені. У 1861 році він був обраний до Американської академії мистецтв і наук. У тому ж році він був обраний іноземним членом Геттінгенської академії наук. Незадовго до своєї смерті 24 січня 1872 Тренделенбург був нагороджений орденом Pour le Mérite для наук і мистецтв.
До учнів Тренделенбурга належать філософи Євген Дюрінг (Eugen Dühring), Рудольф Ойкен, Франц Брентано, Герман Коген, Ганс Файхінгер, Вільгельм Дільтей та політика Георг фон Гертлінг. Творча спадщина Тренделенбурга знаходиться в державній бібліотеці в Берліні.

## Філософська концепція
Філософські погляди Тренделенбурга характеризуються дуже по-різному. Його зазвичай називають послідовником Аристотеля. Він також відомий як видатний критик Гегеля. Проте у нього можна знайти елементи гегелівської філософії, такі як концепція філософії в цілому, в якій лише окремі системи беруть участь, а також ідеалістичне ставлення до розуміння розвитку. Критикував він і Канта у різних відношеннях, особливо у зв'язку з теорією категорій, а етиці захищав аристотелевські чесноти від етики розуму Канта

### Зв'язок між філософією і наукою
На противагу Гегелю Тренделенбург підкреслював, що всі філософські знання повинні взяти за відправну точку досвід. Відповідно, будь-яке системне мислення має бути замінене на «логічні дослідження» (назва його основної систематичної роботи), коли досліджується досвід шляхом вилучення універсального з конкретного. Тренделенбург відмовлявся від побудови системи, коректність якої повинна спочатку доводитися на практиці. Швидше, правильною відправною точкою для нього була природа і практика окремих наук, які в логіці і метафізиці можна звести до одного спільного знаменника. Завдання логіки полягає в спостереженні і порівнянні, піднесенні несвідомого до свідомості і розуміння різного у спільному походженні. Без особливої уваги до методів окремих наук наука не повинна мати свою мету, бо тоді у неї не буде конкретного об'єкта, на якому б вона виправдовувала свої теорії. якою б працювати в своїх теоріях. Філософія не автоном, а наука про науки, які дають їй матеріал. Те, як мають розвиватися окремі наук, щоб адекватно осягнути свій матеріал, не можна вивести з принципів філософії. З іншого боку, окремі науки мають свою власну перспективу, так що завдання філософії — поставити їх у контекст і таким чином виробити єдність думки. Логіка не може бути обмежена формальним аналізом понять, але має також мати суттєві судження щодо суб'єкта. «Логіка повинна стати метафізикою реальних наук, оскільки вона повинна усвідомити їх реальні принципи, щоб зрозуміти акт мислення в межах своєї сфери і тим самим стати справжньою логікою». Таким розуінням Тренделенбург значно сприяв появі сучасної теорії науки як філософської дисципліни. Тренделенбург вважав, що він знайшов концепцію, з якою філософія, яка втратила значну частину своєї важливості після краху німецького ідеалізму, могла знову приєднатися до окремих наук, які активно розвиваються.

### Система філософії
У своєрідному поздовжньому аналізі Тренделенбург спробував проаналізувати, які особливості можна знайти для різних систем історії філософії як універсально застосовний критерій їх диференціації Він прийшов до висновку, що всі великі філософи, прямо чи опосередковано, виступили проти протистояння сліпої сили і свідомої думки як первинного імпульсу світових справ. Відповідно, позиції матеріалістичного «демократизму», ідеалістичного «платонізму», а також цілісного ідентифікаційного філософського (панпсихічного) «спіноцизму» виявляються основними поглядами. Тренделенбург підкреслював множинність варіацій і гібридів, які стоять за трьома ключовими поглядами, але думав, що кожна система зрештою схиляється до однієї сторони опозиції. Незважаючи на це, він розглядав теорію пізнання матеріаліста Джона Лока, основану на інтуїції і досвіді, тому що той мислив людську свідомість за своїм походженням як «табула раса». Навпаки, Декарта вів вважав платоністом, незважаючи на фізичне уявлення про природу через його ідеалістичну етику. Він не лишив сумнівів, що він віддав перевагу платоно-арістотелівській традиції, що поширювалася на Канта і німецький ідеалізм. "Той, хто робить щось з ефективною причиною, хто її використовує, несе в собі мету, несе в собі вищу думку аналогічним чином, як органічне життя підпорядковує ефективні причини цілям цілого. Таке прославлення сил [в матеріалізмі] відбувається в ім'я думки, яка їх розпізнає або використовує!.

### Основний принцип руху
Центральною категорією систематичної філософії Тренделенбурга є рух, в якому буття і мислення опосередковуються чуттєвістю і розумінням. Знання може виникати лише тоді, коли зовнішній рух розуміється і збігається з внутрішнім конструктивним рухом, не в сенсі ідентичності як образу, але як відповідності. Не можна визначити поняття руху, не маючи вже ідеї руху. Навіть ідея фізичної концепції сили, яка зазвичай використовується для визначення руху, вже передбачає ідею руху. З цього міркування і розуміння, що становлення завжди базується на інтуїції і тому не може мати своєї основи в суто абстрактних поняттях буття і небуття, критикував Тренделенбург нібито чисту концепцію гегелівської діалектики. Діалектика, на його думку, повинна була довести, що дійсність можна охопити самодостанім мисленням. Але доказів нема. Бо скрізь воно штучно відкрився, щоб сприйняти ззовні те, що йому бракує всередині. Закриті очі бачать лише фантазії . Не можна говорити про реальність в чистому вигляді, потрібна інтуїція.
Все в природі — рух. «Коли сили перетворюються одна в одного, наприклад механічна сила в тепло, і навпаки, в законі збереження сили, рух — це те, що відбувається через форми перетворення. Все, що стало, кожна форма, яка існує, будь то форма кристала або земля-сфероїд, виробляється активним, матеріально-керуючим рухом» [LU 1, 141]. Можна спокій і стабільні структури пояснити з руху силою і протисилою, а не навпаки. Зовнішній рух відповідає внутрішньому руху думки. «Ми називаємо цей рух, на відміну від зовнішнього в космосі, конструктивним і визнаємо його першим в інтуїції [там же, 143]. Ідеї, що виникають в результаті чуттєвого сприйняття, є розумінням зовнішнього руху. Але навіть чисто абстрактне мислення, як і в логіці, створює порядок, що має просторову структуру. Це над, під або поруч з порядком. „Кожен розвиток мислення встановлюється миттєво одне за одним, через який має проходити пов'язаний рух“ [там же, 145]. Кожен акт мислення, кожне духовне творення, зв'язок і відмінність — це рух у внутрішньому просторі, в якому уява така, якою вона є.
З цього фундаментального значення категорії руху Тренделенбург розробив власну теорію простору і часу, яка суперечить звичним поняттям. Простір і час також залежать від руху, оскільки їх не можна уявляти без руху, що їх породжує. У цьому погляді (рух складається з простору і часу) простір і час ставляться перед рухом, і ці готові елементи стають двома факторами в русі. Але де ми візьмемо простір і час як готові елементи? Крім того, чи є концепція складу взаємодіючих факторів оригінальною концепцією? Це питання показує, що всі три елементи пояснення, що даються рухом (простір, час, фактор), припускають сам рух.
Математика, геометрія, а також арифметика — це метод абстракції, який не має своїх основ у досвіді. Прямих ліній і розтягнуті точки не існують в природі [там же, 274—275]. Побудова точки — ідеалізована ідея для фіксації руху [там же, 274—275]. Але точка є основою для побудови прямої лінії, і з цього усіх геометричних фігур. Якщо визначити три типи руху відповідно до їх значення, то рух, що породжує простір, створює субстанцію фігури, утворений зворотний рух до відмінності, когерентне взаємопроникнення єдності цілого. Ці три рухи, функції яких ми виділили, нерозривно пов'язані з духовною діяльністю [там же, 280—281].
Поняття руху є для Тренделенбурга і відправною точкою для виведення основних категорій. „Тому фундаментальні поняття, які виражають необхідні форми і відносини руху, є універсальними і необхідними, тому що вони випливають з дії, яка присутня у всій думці і без якої нема емпіричного прийому“ [там же, 393].

### Ступенева побудова світу
Тренделенбург розглядав світ як цілісну органічну систему. „Система являє собою цю велику єдність і є, так би мовити, лише розширеним судженням. Вдячність і буття також відповідають цьому. Концепція живе в судженні, як субстанція в діяльності. Причина вилилася в її наслідки, як причина в її дію. Зв'язок понять і суджень формує систему, як зв'язок субстанції і дій утворює світ“ [LU 2, 446]. „Окремі системи наук самі по собі є лише членами великої системи. Вони виростають одна з одної, живлячись одною одною. Коли ці залежні члени об'єднуються, утворюючи організм, який реалізує себе, виникає картина великої системи, яка хоче бути духовним аналогом світу“ [там же, 447].
З системної уяви Тренделенбург розробив ступеневу побудову світу або науковий процесу пізнання, який генетично орієнтований на дві структурні особливості. Простіший є основа взаємопов'язоності. Більш ранній у порівнянні з пізнішим є нижчим. Ці ознаки застосовуються до принципів діючої причини і мети. Елементарним посередництвом мислення і буття є конструктивне рух свідомості, який пов'язаний з несвідомою причинно-наслідковою діяльністю руху в просторі. Апріорі перед досвідом лежить на першому етапі розвиток математичного знання, яке також містить принцип необхідності. Другий етап — це досвід, визначений даним. „Когнітор стоїть на тій самій в реальності взаємодії з реальним, а сприйняття реальності, яке в кінцевому підсумку відчувається в задоволення і незадоволенні, гарантує йому реальність“ [там же, 449]. Досвід прив'язаний до фактів. „Засвоєння органами почуттів відбувається за допомогою конструктивного руху; обґрунтування робиться згідно математичних законів; матерія остаточно зрозуміла тільки через рух. Це відповідає на питання про те, яким чином можливий досвід матеріальних сил (фізики у більш вузькому розумінні)“ [там же, 449]. Третій етап — це сфера органічної природи. Домінуючим принципом є телос.
Нарешті, останній четвертий етап — це рівень етики. Вона контролює попередні і одночасно звільняє їх. Якщо запитати, яким може бути розуміння етики, відповідь полягає у визнанні кінцевої мети людини і людської природи як засобу чи органу для цієї мети. Як тільки здійснюється закон, виникає етична необхідність, і, крім того, воля задовольняє закон своєї сутності, ту ж необхідність, як і свобода, припускаючи фізичну і математичну необхідність. Сили, які знаходяться в органічному розумінні, піднімаються в етичні до осіб, які є і засобами, і кінцями самі по собі» [там же, 451].
Людина не може збагнути безумовне через конечність свого буття. Тим не менш, вона постійно прагне вийти за межі своїх знань. Це можливо для неї тільки намагаючись відтворити думку про божественне творення. "Наука вдосконалюється тільки при передумові духу розуму, чия думка є першопочатком всього буття. Те, до чого прагнуть, урешті-решт тут здійснюється. Принцип знання і принцип буття є єдиним принципом. І тому, що ця ідея Бога лежить в основі світу, та сама єдність шукається в речах і знаходиться віднайденою в картині. «Акт божественного знання є для всіх речей субстанцією буття» [там же, 510]. З цієї точки зору, Тренделенбург виступив проти ідеалізму Платона, який розробив концепцію деміурга, і стає на сторону сторону Аристотеля, який описав ідею божественної першооснови як нерухомого рушія.